# 沙诺纳
沙诺纳（法語：Chanonat，法語發音：[ʃanɔna]）是法国多姆山省的一个市镇，属于克莱蒙费朗区。

## 地理
沙诺纳（45°41'33"N, 3°5'44"E）面积12.7 平方千米，位于法国奥弗涅-罗讷-阿尔卑斯大区多姆山省，该省份为法国中南部省份，北起阿列省接壤，东临卢瓦尔省，南至上盧瓦爾省和康塔爾省，西接科雷兹省和克勒兹省。
与沙诺纳接壤的市镇（或旧市镇、城区）包括：罗马尼亚、圣萨蒂南、勒克雷斯、拉罗什布朗什、圣阿芒塔朗德、圣热内斯尚帕内勒。

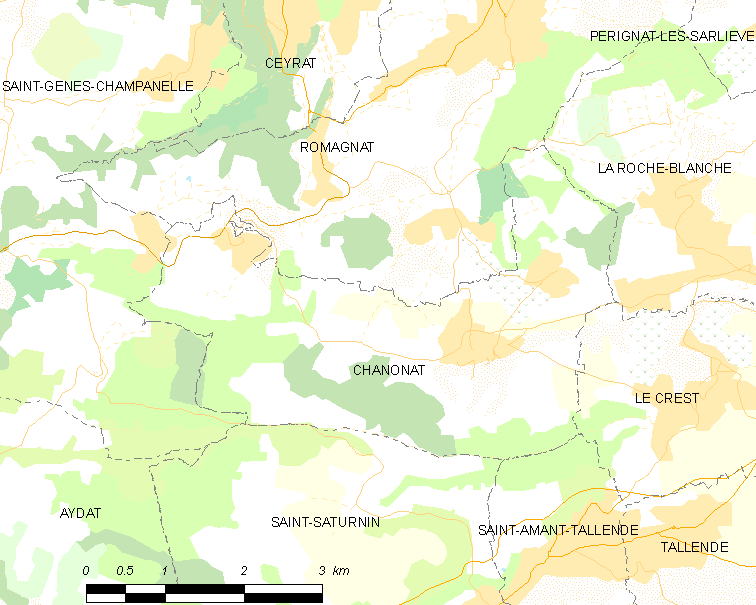
沙诺纳的OSM定位图

沙诺纳的时区为UTC+01:00、UTC+02:00（夏令时）。

## 行政
沙诺纳的邮政编码为63450，INSEE市镇编码为63084。

## 政治
沙诺纳所属的省级选区为莱马特尔德韦尔县。

## 人口

1962-2008年间沙诺纳人口变化图示

沙诺纳于2022年1月1日时的人口数量为1715人。